# Graubünden
Graubünden (německy Graubünden, italsky Grigioni, rétorománsky Grischun, francouzsky Grisons, česky známo též jako Grisonsko) je rozlohou největší kanton Švýcarska ležící v hornaté jihovýchodní části státu na hranici s Itálií, Rakouskem a Lichtenštejnskem.
Rozlohou 7105,3 km² představuje 17,2 % území Švýcarska, ale jeho hluboká údolí a vysoké hory jsou nejřidčeji osídlenou oblastí, Graubünden má přibližně 200 tisíc obyvatel. Úředními jazyky Graubündenu jsou němčina, rétorománština a italština. Graubünden je jediným kantonem se třemi úředními jazyky; je jediným kantonem, ve kterém je úředním jazykem rétorománština, a spolu s kantonem Ticino je jedním ze dvou kantonů s italštinou jako úředním jazykem. Graubünden patří do regionu jihovýchodního Švýcarska. Hlavním a největším městem je Chur.

## Znak a vlajka

Vlajka Graubündenu

Kanton Graubünden nese jméno kdysi politicky nejvýznamnějšího ze tří spolků, z nichž vznikl. Šedá konfederace (dělený štít, černá a stříbrná), založená roku 1367, byla poprvé pojmenována roku 1442. V 15. století se objevuje název, který se jinak nazýval Tři konfederace. V 16. století humanisté přenesli název římské provincie Raetia jako Raetia na území Tří spolků. V roce 1799 Napoleon Bonaparte začlenil tyto konfederace do tehdejší Helvétské republiky jako kanton Raetia. Toto označení se dosud používá pro instituce, jako je Rhétská dráha nebo Rhétské muzeum v Churu, a odvozuje se od něj i termín rétorománština pro románský jazyk, používaný na území kantonu. Po ratifikaci aktu o zprostředkování, vydaného Napoleonem Bonapartem v roce 1803 a s ním spojenou ústavou moderní Švýcarské konfederace se název Graubünden stal oficiálním.
Současná podoba znaku kantonu byla schválena 8. listopadu 1932. Znak je složený z částí znaků původních 3 historických spolků (respektive federací), které na území kantonu fungovaly až do 19. století. Jedná se o barvy Šedého spolku (černá a bílá), emblém ze znaku Chrámového spolku (kozoroh), a levou polovinu znaku Desetistoličného spolku (kříž). Vlajka kantonu je stejně jako u všech ostatních švýcarských kantonů tvaru čtverce a kopíruje znak kantonu.

## Geografie

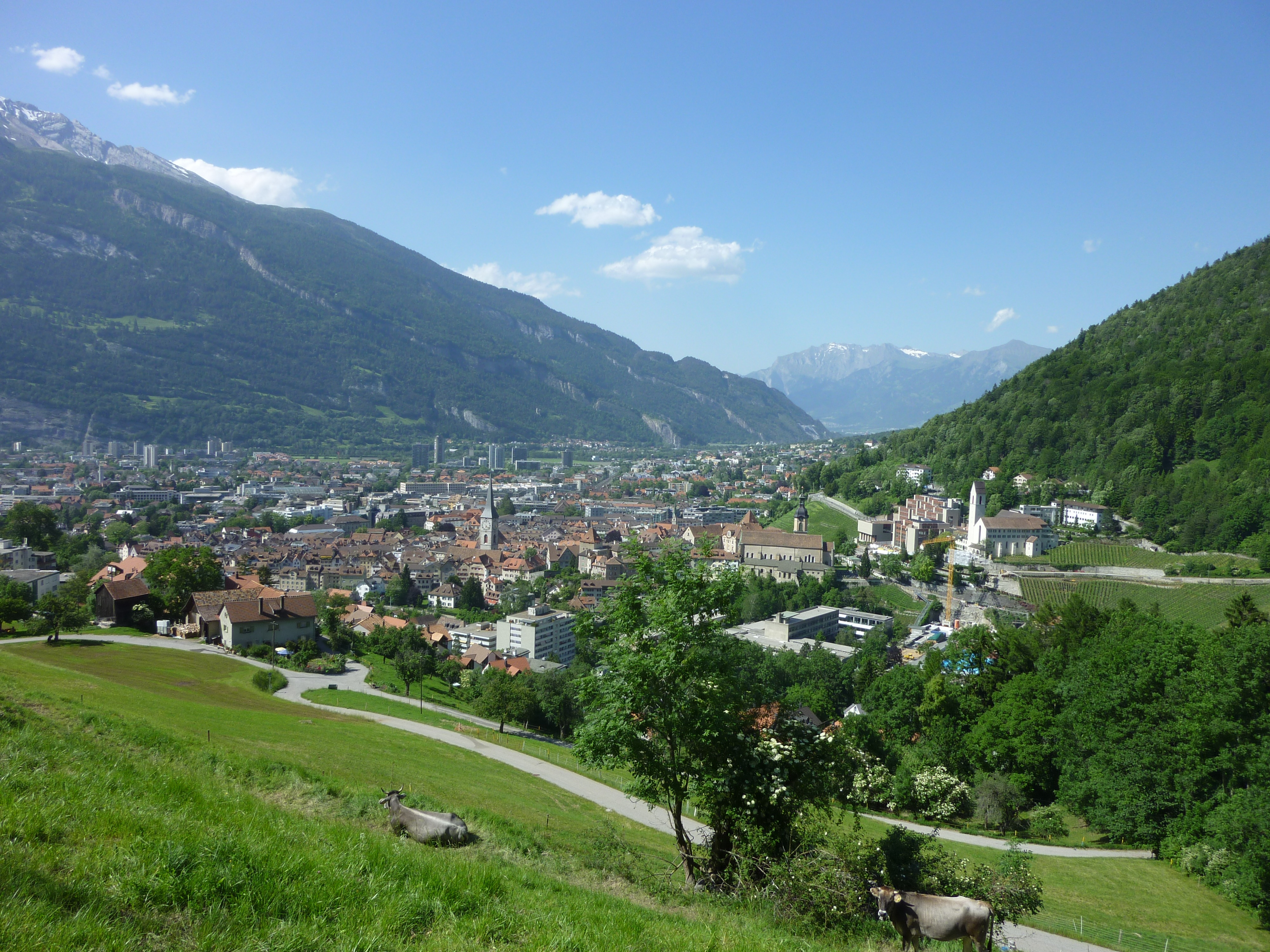
Chur, hlavní město kantonu

Kanton leží v jihovýchodní části Švýcarska na hranici s Itálií, Rakouskem a Lichtenštejnskem na rozloze 7106 km². Jako kanton s největší rozlohou tvoří jihovýchodní část Švýcarska a vyznačuje se především hornatou krajinou. Vzhledem ke svým geografickým podmínkám je nejřidčeji osídleným kantonem ve Švýcarsku a navzdory své velikosti se řadí na 14. místo podle počtu obyvatel. Hornatou část pokrývají z 27,6 procent lesy a z celkové rozlohy lze jen jednu třetinu obdělávat. Horský terén má 150 horských údolí, 615 jezer (z 1038 jezer a jezírek) a 937 horských vrcholů. Nejvýše položené místo je Piz Bernina (4049 m n. m.) a nejníže položený bod je na řece Moësa na hranici s kantonem Ticino (253 m n. m.). Další ze známých vrcholů je Tödi (3614 m n. m.). Mnohé zdejší horské masivy jsou pokryté ledovci, jako např. Albula, Silvretta, Bernina, Rätikon a Leponské Alpy. Nachází se zde nejhlubší údolí v Evropě, ve kterých žili Rétové.

### Sousední celky
Graubünden má společné kantonální hranice s kantonem Ticino na jihozápadě, s Uri na západě a s Glarusem a St. Gallenem na severu. Graubünden tvoří státní hranici Švýcarska s Lichtenštejnskem a také s Rakouskem (spolkové země Vorarlbersko a Tyrolsko) na severu, italskou Autonomní provincií Bolzano na východě a Lombardií na jihu. Spolu s kantonem St. Gallen jde o jediné dva kantony, sousedící se třemi různými sousedními státy.

### Vodstvo
Většinu území Graubündenu odvodňuje řeka Rýn se svými zdrojnicemi Předním Rýnem (Vorderrhein) a Zadním Rýnem (Hinterrhein), které zde pramení. Další řeka protékající kantonem je Inn, která odvodňuje východní část údolí Engadin. Za hlavním alpským hřebenem jsou jižní údolí Val Mesolcina (německy Misox) s údolími Val Calanca, Val Bregaglia a Poschiavo, ve kterých se mluví italsky. Údolím Val Bregaglia (německy Bergell) protéká řeka Mera (Maira), která ústí do řeky Pád. Vody kantonu jsou odváděny do tří moří. Povodí Rýna patří k úmoří Severního moře. Povodí řeky Inn k úmoří Černého moře a povodí řeky Mery do úmoří Středozemního moře. Nejvýchodnější část kantonu i celého Švýcarska, údolí Val Müstair, je odvodňováno do řeky Adiže.

### Krajina

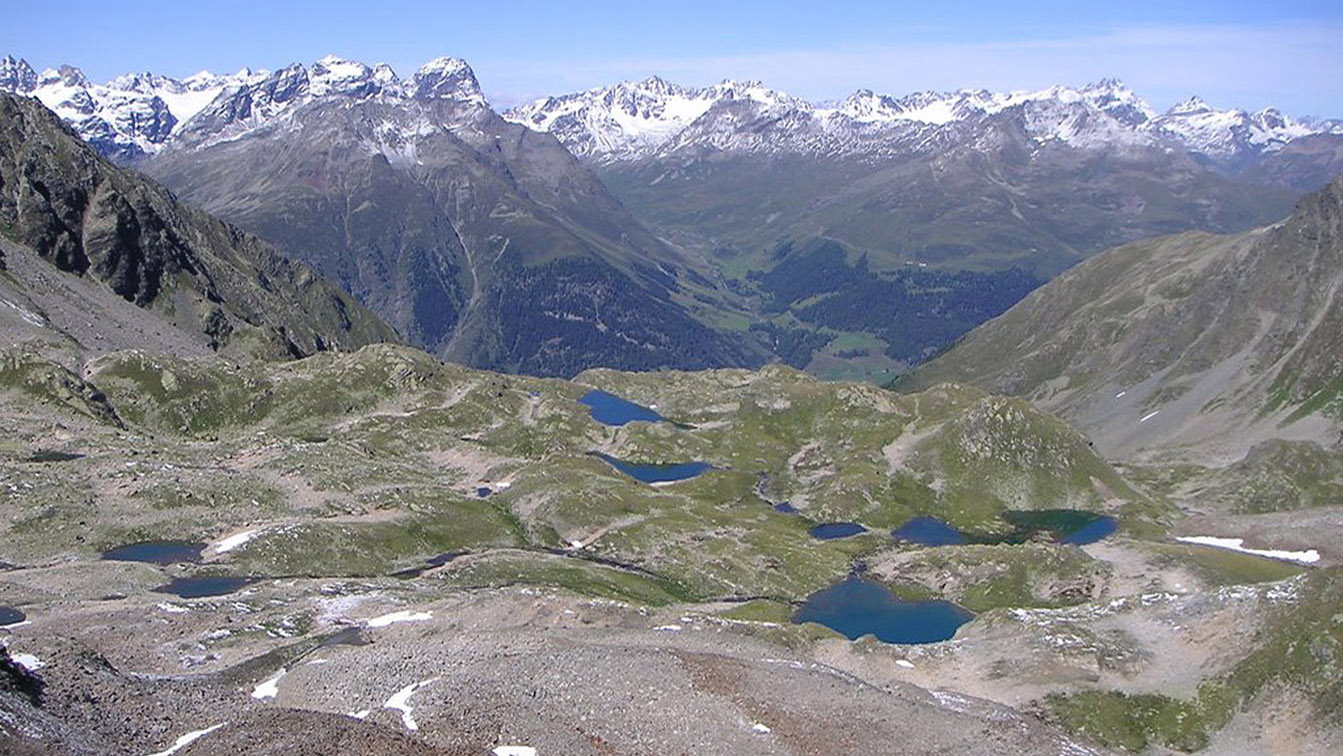
Švýcarský národní park

V kantonu Graubünden se nachází asi 150 údolí, 615 (z přibližně 1500 švýcarských) jezer a také 937 horských vrcholů až po Piz Bernina ve výšce 4049 m. V Graubündenu se také nachází největší prehistorický sesuv na světě, který je dosud patrný u Flimsu. Celý komplex horských pásem kolem Rýna a pramenné oblasti Innu se nazývá Graubündenské Alpy (Bündner Alpen).

### Fauna a flóra
Kanton Graubünden je známý hojností zvěře, zejména jelenů, kamzíků a kozorožců. V údolí Averstal žije značné množství svišťů. Imigrace kdysi vyhynulých druhů savců, jako jsou medvěd, vlk, rys, bobr a další, v moderní době obohatila faunu Graubündenu, ale často způsobuje konflikty v užívání a zájmech s obydlenými údolními obcemi a intenzivně využívanými alpskými oblastmi.
V Graubündenu je známo přibližně 300 druhů ptáků.

### Přírodní parky
Na území kantonu se nachází jediný národní park v zemi, Švýcarský národní park, a Parc Ela – regionální přírodní park na ploše 548 km². Některé horské oblasti jsou navíc zapsány v Seznamu světového dědictví UNESCO.

## Historie

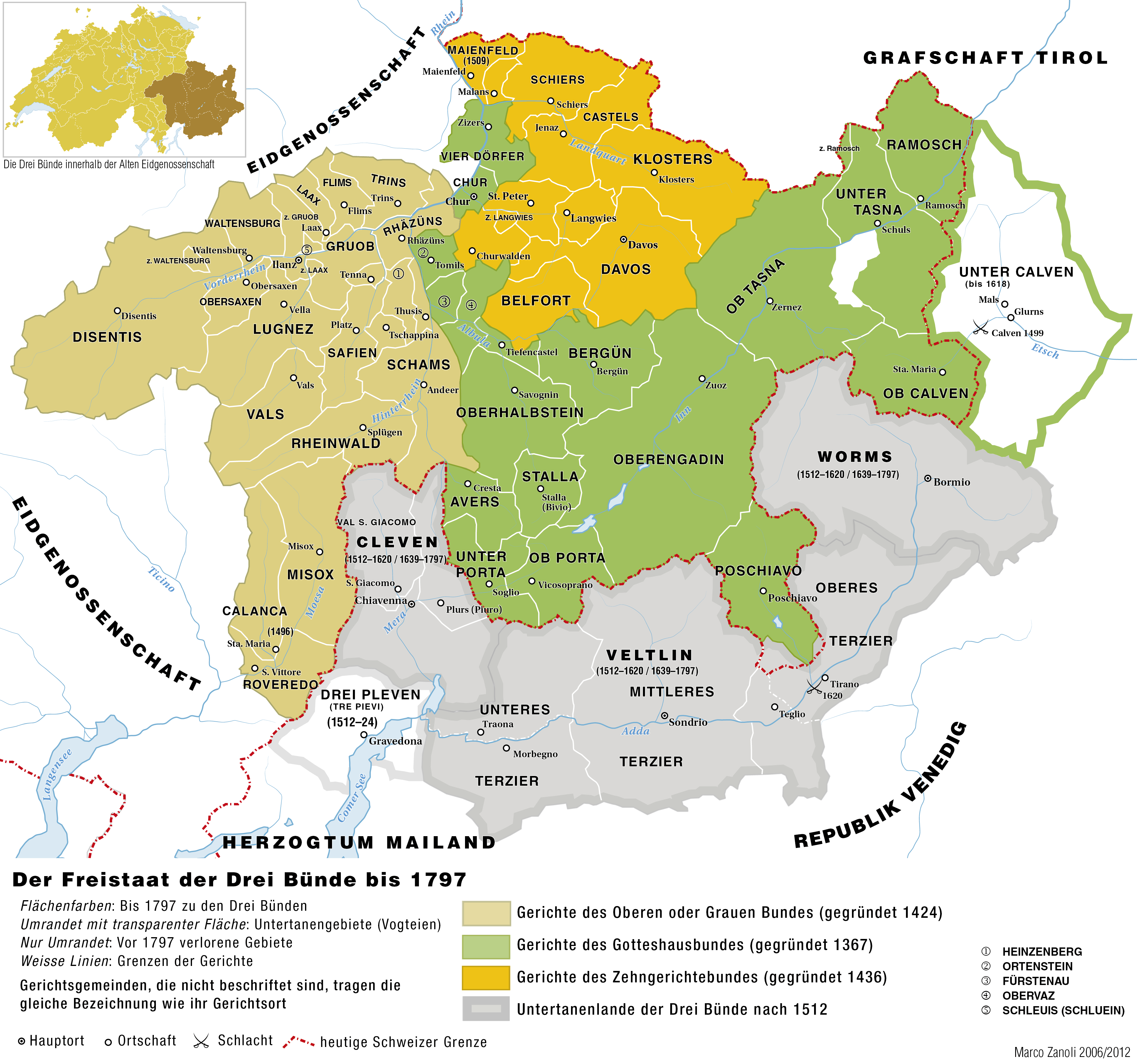
Svobodný stát Tří lig (1797)

V době železné existovaly v oblasti dnešního Graubündenu především keltské, rétorománské a lepontické kultury. Kromě italských jižních údolí patřila oblast přibližně od roku 15 př. n. l. do 5. století k Římské říši (provincie Raetia, později provincie Raetia I). Kolem roku 536/537 připadla Raetie (území bývalé provincie Raetie I) Franské říši. Kolem roku 806/807 byla diecéze Chur přeřazena z milánského arcibiskupství do mohučské diecéze.
V 10. a 11. století byla Raetie součástí Švábského vévodství. V průběhu vrcholného středověku vznikala území. Nejvýznamnějšími územními pány byli biskup z Churu a klášter Disentis. Menší území byla vytvořena nebo získána různými hrabaty a pány. Na jihu získal silné postavení rod Viscontiů (později Milánské vévodství).
Pozdní středověk je charakteristický politickou nezávislostí mnoha (soudních) komunit, které na sebe mohly vázat řadu panovnických práv. Spojili se do několika konfederací (Gotteshausbund 1367, Oberer nebo Grauer Bund 1395, Zehngerichtebund 1436). Tyto konfederace se od roku 1450 spojily a vytvořily nezávislý státní útvar (Svobodný stát Tří lig). Na základě různých smluv (od roku 1497) se konfederace staly rovnocennými partnery Švýcarské konfederace (formálně jako „spřátelená území“). Od roku 1512 patřila konfederacím na jihu přilehlá poddanská území Chiavenna, Valtellina a Bormio.
V roce 1797 připadla poddanská území v prostoru dnešního Graubündenu Cisalpinské republice. V letech 1799/1800 se zbývající území stalo součástí Helvétské republiky jako kanton Rhaetia a v roce 1803 se stalo součástí Švýcarska jako kanton Graubünden.
Volební právo žen a všeobecné volební právo bylo v Graubündenu zavedeno 5. března 1972.

## Obyvatelstvo
Obyvatelé kantonu jsou nazýváni Bündner. K 31. prosinci 2021 žilo v kantonu Graubünden 201 376 obyvatel. Hustota zalidnění asi 28 obyvatel na km² je pod švýcarským průměrem (212 obyvatel/km²) a je ze všech kantonů nejnižší. Podíl cizinců (obyvatel zaregistrovaných k trvalému pobytu, avšak bez švýcarského občanství) činil k 31. prosinci 2019 18,8 %, zatímco na celostátní úrovni bylo registrováno 25,3 % cizinců. 30. června 2021 činila míra nezaměstnanosti 1,2 %; na spolkové úrovni pak 2,8 %.

### Jazyky

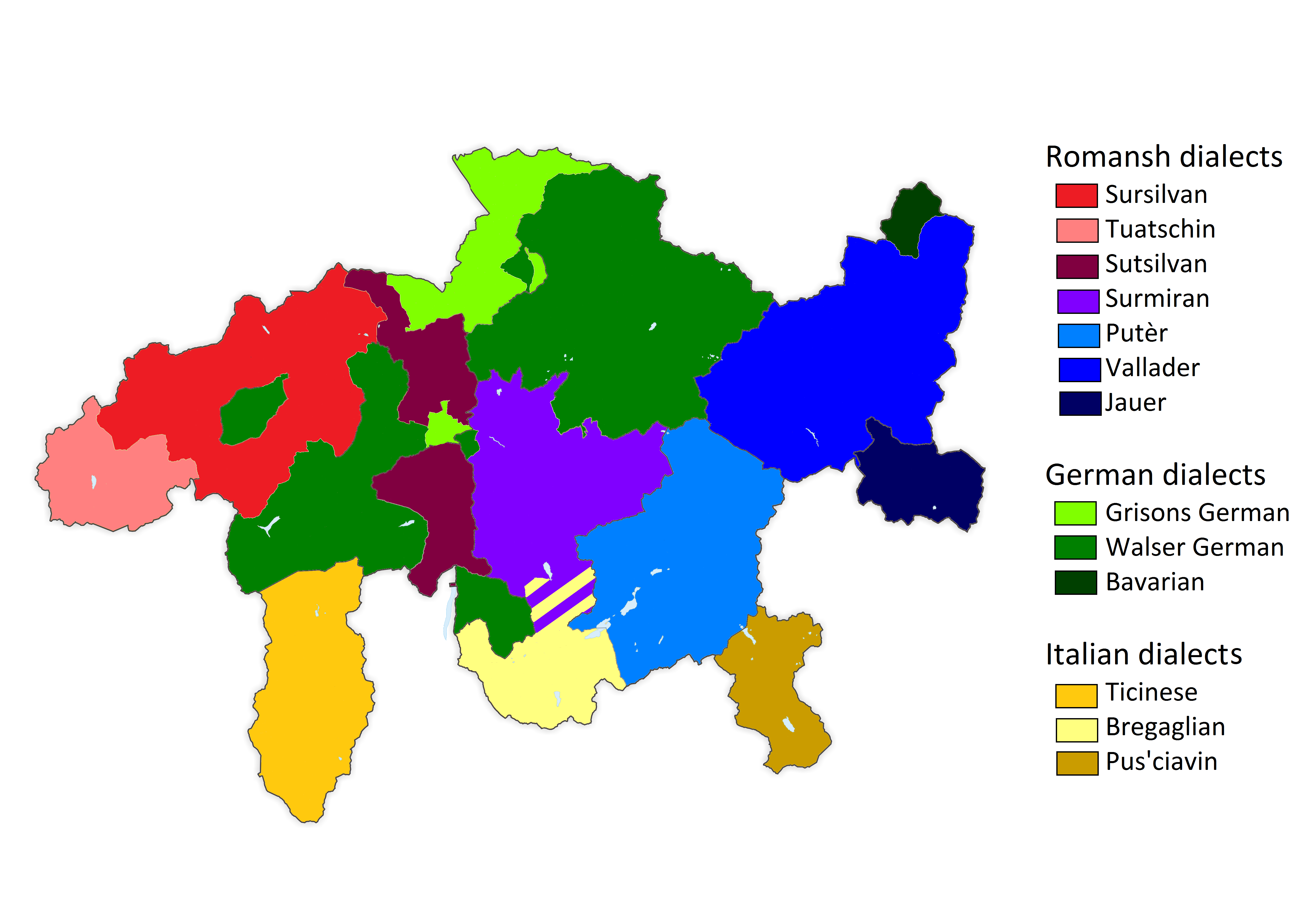
Hlavní jazyky kantonu Graubünden, včetně idiomů rétorománštiny

Graubünden je jediným švýcarským kantonem se třemi úředními jazyky: němčinou, rétorománštinou a italštinou. Zároveň je to jediný kanton vůbec, kde je rétorománština úředním jazykem. Pro tuto jazykovou a kulturní rozmanitost a také pro svůj tvar a charakter je kanton někdy označován za jakési „malé Švýcarsko“ v rámci Švýcarska.
Obce a okresy si samy určují své úřední a školní jazyky, ale kanton stanovuje směrnice, zejména na podporu menšinových jazyků – rétorománštiny a italštiny. Podle článku 16 Graubündenského jazykového zákona z roku 2006 jsou obce, v nichž alespoň 40 % obyvatel hovoří jedním jazykem, považovány za úředně jednojazyčné a obce, v nichž alespoň 20 % obyvatel hovoří jedním jazykem, za úředně dvojjazyčné.
Německé dialekty Graubündenu patří do dvou skupin švýcarské němčiny:
- Vrcholně alemanská graubündenská němčina, kterou se mluví v oblasti Churu, v okolí Maienfeldu, v tzv. pěti vesnicích (Fünf Dörfer; historické pojmenování pro obce Haldenstein, Landquart, Trimmis, Untervaz a Zizers) a od 19. a 20. století také v Domleschgu; tyto dialekty se rozšířily ve vrcholném středověku a v novověku ze severu (Bodamské jezero a údolí Rýna), resp. ze severozápadu (Walensee-Seeztal), původně se překrývaly s rétorománskými sídelními oblastmi.
- Vrcholně alemanskou walserskou němčinou se mluvilo ve walserských vesnicích osídlených ve vrcholném středověku z Valais, konkrétně v Prättigau, v oblasti Davosu a Schanfiggu, a také na původních jazykových ostrovech Avers, Mutten, Rheinwald, Safiental, Vals, Tschappina a Obersaxen, které se však v současnosti v důsledku ústupu rétorománského jazyka částečně propojily s oblastmi s vrcholnou alemanštinou.
- Samnaunský dialekt je naopak jediným dialektem ve Švýcarsku, který patří k bavorštině, konkrétně ke skupině tyrolských dialektů. Mluví se jim pouze v obci Samnaun.

V rétorománštině, kterou se mluví v různých částech kantonu - v Surselvě, v některých částech středního Graubündenu, v Engadinu a v údolí Val Müstair - existuje pět regionálních spisovných nářečí (tzv. idiomů):
- Surselvský dialekt (sursilvan)
- Sutselvský dialekt (sutsilvan)
- Surmiranský dialekt (surmiran)
- Hornoengadinský dialekt (putèr)
- Dolnoengadinský dialekt (vallader)

Mimo tato tradiční nářečí existuje i nadregionální spisovný jazyk Rumantsch Grischun, který vznikl uměle až v 80. letech 20. století na základě různých idiomů jako kompenzační jazyk. Müstairský dialekt (jauer) nemá žádnou písemnou jazykovou tradici. V tamních školách se až do zavedení Rumantsch Grischun vyučovalo v dolnoengadinském dialektu vallader. V obcích Tujetsch a Medel (Lucmagn) na západním okraji kantonu je navíc používán subdialekt tuatschin.
Italská nářečí v údolích Misox, Calanca, Bregaglia, Bivio a Poschiavo jsou řazena k alpské lombardštině.
Obyvatelstvo kantonu podle jazyka (2020):
- němčina: 127 959 (74,7 %)
- rétorománština: 23 756 (13,9 %)
- italština: 23 739 (13,9 %)
- ostatní: 21 076 (7,8 %)

U sídel s jazykově smíšeným obyvatelstvem se někdy názvy v obou jazycích významně liší; potom se uvádí ve formě např. „Ilanz/Glion“ (zde je název nad lomítkem německý, pod lomítkem rétorománský). Vzhledem ke značné kulturní a jazykové rozmanitosti se nemalá část obyvatel vyznačuje plynnou znalostí dvou, případně i všech tří úředních jazyků. Při sčítání v roce 2020 uvedlo 23 887 osob (14 %), že má dva jazyky jako hlavní používané, 5 832 osob (3,4 %) dokonce že používá tři jazyky jako hlavní.
Do roku 2003 vydával kanton Graubünden školní učebnice v sedmi jazycích; kromě němčiny a italštiny také ve všech pěti spisovných tradičních románských dialektech. V roce 2003 se kantonální parlament rozhodl vydávat učební materiály v rétorománštině pouze v jednotném jazyce Rumantsch Grischun. Toto rozhodnutí však bylo zrušeno již v roce 2013.
| Rok  | Počet obyvatel | Rétorománština (%) | Němčina (%)      | Italština (%)   |
| ---- | -------------- | ------------------ | ---------------- | --------------- |
| 1803 | 72 903         | 36 700 (cca 50 %)  | cca 36 %         | cca 14 %        |
| 1850 | 89 895         | 42 439 (47,2 %)    | 39,5 %           | 13,3 %          |
| 1880 | 93 864         | 37 794 (39,8 %)    | 43 664 (46,0 %)  | 12 976 (13,7 %) |
| 1900 | 104 520        | 36 472 (34,9 %)    | 48 762 (46,7 %)  | 17 539 (16,8 %) |
| 1920 | 119 854        | 39 127 (32,7 %)    | 61 379 (51,2 %)  | 17 674 (14,8 %) |
| 1941 | 128 247        | 40 187 (31,3 %)    | 70 421 (54,9 %)  | 16 438 (12,8 %) |
| 1950 | 137 100        | 40 109 (29,3 %)    | 77 096 (56,2 %)  | 18 079 (13,2 %) |
| 1960 | 147 458        | 38 414 (26,1 %)    | 83 544 (56,7 %)  | 23 682 (16,1 %) |
| 1970 | 162 086        | 37 878 (23,4 %)    | 93 359 (57,6 %)  | 25 575 (15,8 %) |
| 1980 | 164 641        | 36 017 (21,9 %)    | 98 645 (59,9 %)  | 22 199 (13,5 %) |
| 2000 | 187 058        | 27 038 (14,5 %)    | 127 755 (68,3 %) | 19 103 (10,2 %) |
| 2020 | 200 096        | 27 813 (13,9 %)    | 149 471 (74,7 %) | 27 813 (13,9 %) |

Nářeční a historickou slovní zásobu a lidovou kulturu Graubündenu dokládá pro němčinu Schweizerisches Idiotikon, pro graubündenskou rétorománštinu Dicziunari Rumantsch Grischun a pro italštinu Vocabolario dei dialetti della Svizzera italiana. Walserské idiomy němčiny jsou podporovány zainteresovanými stranami spolku Walservereinigung Graubünden.

### Náboženství

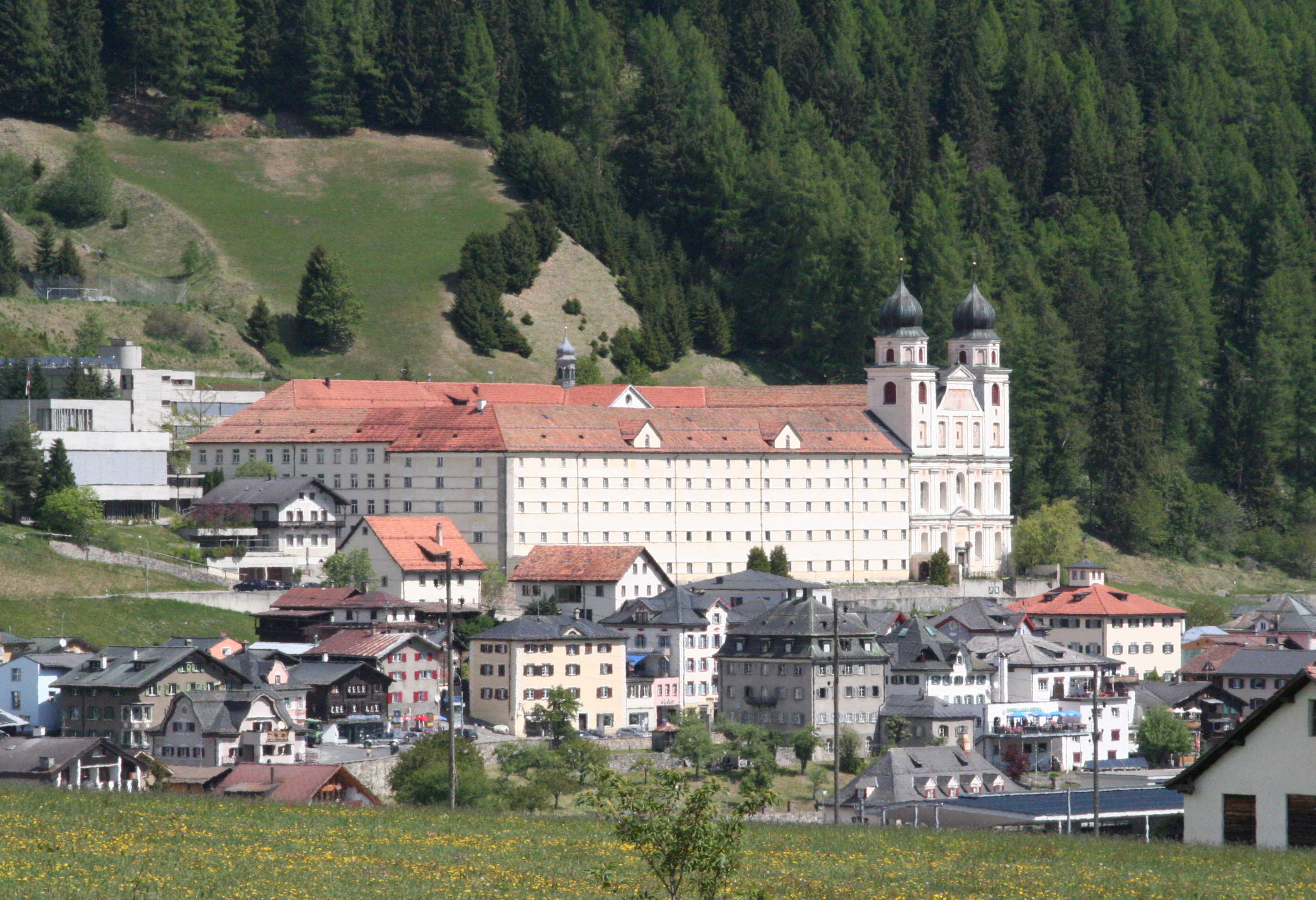
Klášter v Disentisu

Díky svrchovanosti jednotlivých obcí si každá obec mohla v 16. století autonomně určit své náboženství. Fläsch byl první reformovanou obcí v kantonu, po něm následoval St. Antönien a později další. Graubünden tak patří k tradičně paritním kantonům (smíšeně reformovaným i katolickým).
Údolí Zadního Rýna s Lugnezem (bez částí Gruobu a Waltensburgu), Oberhalbstein (bez Bivia) a střední údolí Landwasseru (bez Bergünu), údolí Misox, Calanca a Poschiavo jsou převážně katolické.
Převážně reformované jsou regiony Prättigau, Schanfigg a Davos, Schams, Rheinwald a Avers v údolí Předního Rýna, Safiental, části Gruobu a vesnice Waltensburg v údolí Předního Rýna a Engadin (bez Taraspu a Samnaunu), Bergell a Münstertal (bez Müstairu) v jižním Graubündenu.
Okresy Landquart a Imboden, stejně jako Domleschg a údolí Churwaldenu jsou tradičně konfesně smíšené. Dvě města s dříve převládající reformovanou vírou, Chur a Ilanz, mají nyní díky migraci katolickou většinu.
Kláštery jsou v Müstairu, Disentisu, Cazisu a Ilanzu.
Z celkového počtu obyvatel kantonu Graubünden se v roce 2017 přibližně 80 % hlásilo k některé z národních církví: 91 051 osob (46,0 %) k římskokatolické církvi a 66 533 osob (33,6 %) k evangelické reformované církvi (100 %: 197 888 osob).
Podle průzkumu Spolkového statistického úřadu (BFS) se v roce 2015 většina obyvatel kantonu starších 15 let (81,8 %) hlásila ke křesťanství: 45,1 % je členy římskokatolické národní církve, 32,7 % evangelické reformované národní církve a 4,0 % patří k jiným křesťanským církvím. K jiným náboženstvím se hlásí necelá 3 procenta: 1,8 procenta vyznává islám a dalších 0,8 procenta patří k jiným náboženským společenstvím. 14,5 % je bez vyznání.

## Politika

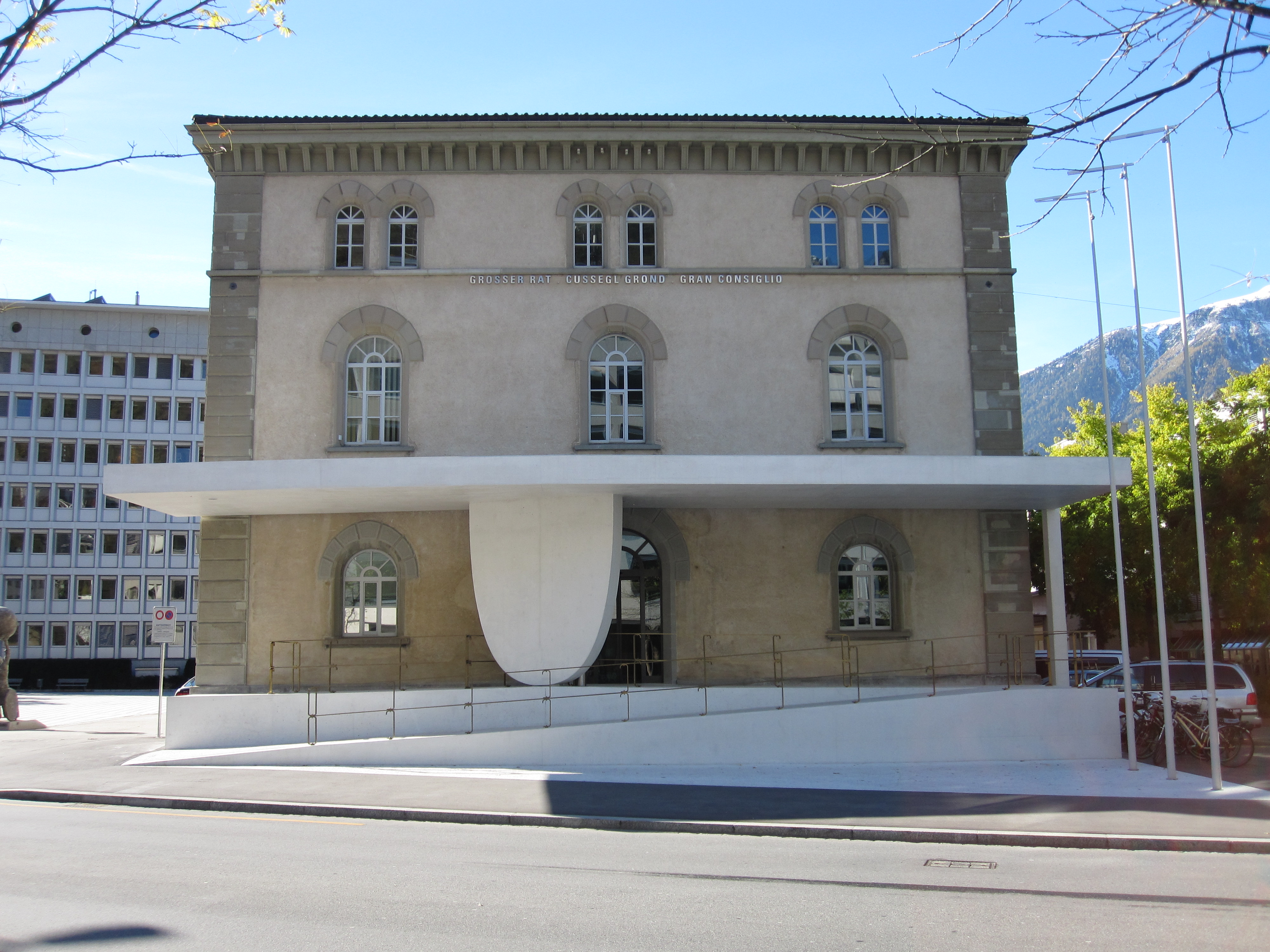
Budova kantonálního parlamentu v Churu

Graubünden má dosud tři kantonální ústavy. Dřívější zákony byly přijaty v letech 1854 a 1892, současná ústava je z roku 2003.
Do Spolkového sněmu vysílá Graubünden, stejně jako každý plnoprávný kanton, dva zástupce do Státní rady a podle podílu obyvatelstva pět zástupců do Národní rady.

### Legislativa
Zákonodárným orgánem je Velká rada (německy Grosser Rat), která má 120 členů a od roku 2022 je volena občany na pevně stanovené čtyřleté období podle systému poměrného zastoupení.
Občané se přímo podílejí na tvorbě zákonů: 4000 voličů nebo jedna sedmina obcí může požadovat změnu ústavy, 3000 voličů nebo jedna osmina obcí může navrhnout zákon nebo změnu zákona (lidová iniciativa) a 1500 voličů nebo jedna desetina obcí může požadovat, aby byl zákon přijatý Velkou radou nebo taková změna zákona předložena k lidovému hlasování (referendum). Změny ústavy podléhají povinnému referendu.

### Vláda
Vláda se nazývá Regierung (dříve Malá rada, Kleine Rat), má pět členů a je volena většinou hlasů občanů na čtyřleté funkční období. Předsednictví se každoročně střídá.

### Soudnictví

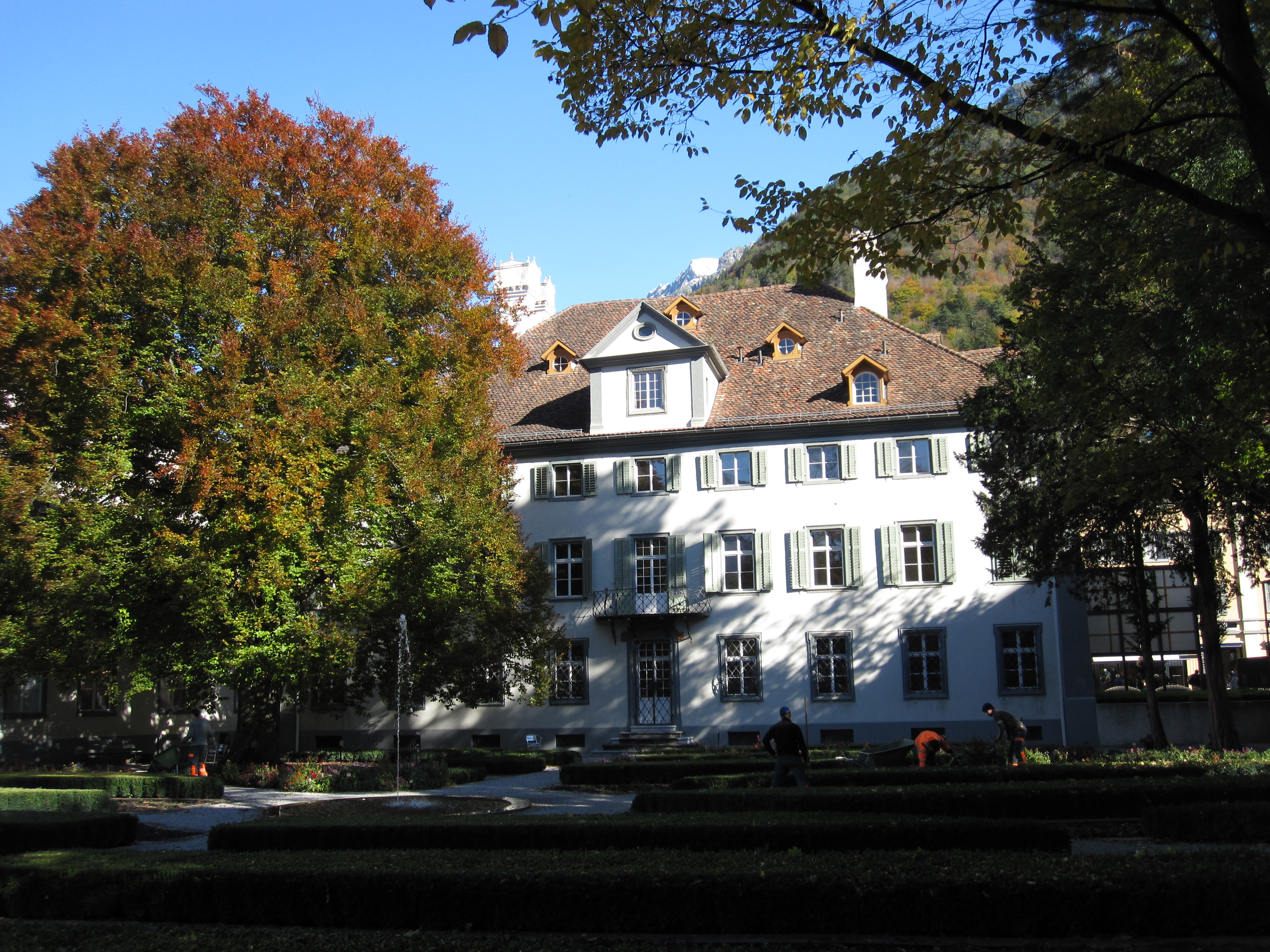
Altes Gebäu, sídlo kantonálního soudu

Nejvyššími soudy kantonu jsou kantonální soud a správní soud. Kantonálnímu soudu je svěřena působnost v oblasti občanského, trestního, exekučního a konkurzního práva a částečně také v oblasti správního a správně trestního práva. Správní soud je zároveň ústavním a pojišťovacím soudem a je mu svěřena pravomoc v oblasti veřejného práva. Nižšími instancemi je jedenáct regionálních soudů (před rokem 2017 nazývaných okresní soudy).
Před podáním žaloby k okresnímu soudu musí být obvykle provedeno smírčí řízení. Za to jsou odpovědné smírčí orgány, jejichž předsedové se často nazývají smírčí soudci nebo mediátoři. V kantonu Graubünden existují tři typy smírčích orgánů (článek 3 úvodního zákona ke švýcarskému občanskému soudnímu řádu, zkráceně EGzZPO): mediační úřady (jeden v každém okrese), rozhodčí úřady pro nájemní záležitosti (jeden v každém okrese) a kantonální rozhodčí úřad pro záležitosti rovnosti (jeden v kantonu).

### Správní členění
Graubünden je kanton, v němž stále existuje více než sto politických obcí; v roce 2001 jich bylo ještě 212, v roce 2022 pak 101. Z historických důvodů má tento kanton pravděpodobně nejvýraznější komunální autonomii ve Švýcarsku, proto zde až do počátku 21. století existovalo velké množství samostatných obcí s velmi nízkým počtem obyvatel, často pouze okolo 50. Po roce 2005 však byla značná část těchto malých obcí sloučena do větších (např. Muntogna da Schons, Val Müstair a další).
Okresy, které se skládají z malého počtu obcí nebo výjimečně z jediné obce, nyní fungují pouze jako volební obvody pro Velkou radu. Do konce roku 2015 (v Horním Engadinu ještě do konce roku 2017) však byly autonomními orgány a až do roku 2014 byli někteří poslanci stále voleni na tradičních zemských sněmech (tzv. Landsgemeinde).
Podle Úřadu pro obce kantonu Graubünden (Amt für Gemeinden) existuje v Graubündenu současnosti 101 politických obcí (k 1. lednu 2023). Následující obce v kantonu měly k 31. prosinci 2020 více než 4 000 obyvatel.
| Obec                | Počet obyvatel |
| ------------------- | -------------- |
| Chur (hlavní město) | 37 424         |
| Davos               | 10 832         |
| Landquart           | 8857           |
| Domat/Ems           | 8161           |
| St. Moritz          | 4945           |
| Ilanz/Glion         | 4797           |
| Scuol               | 4624           |
| Klosters            | 4416           |

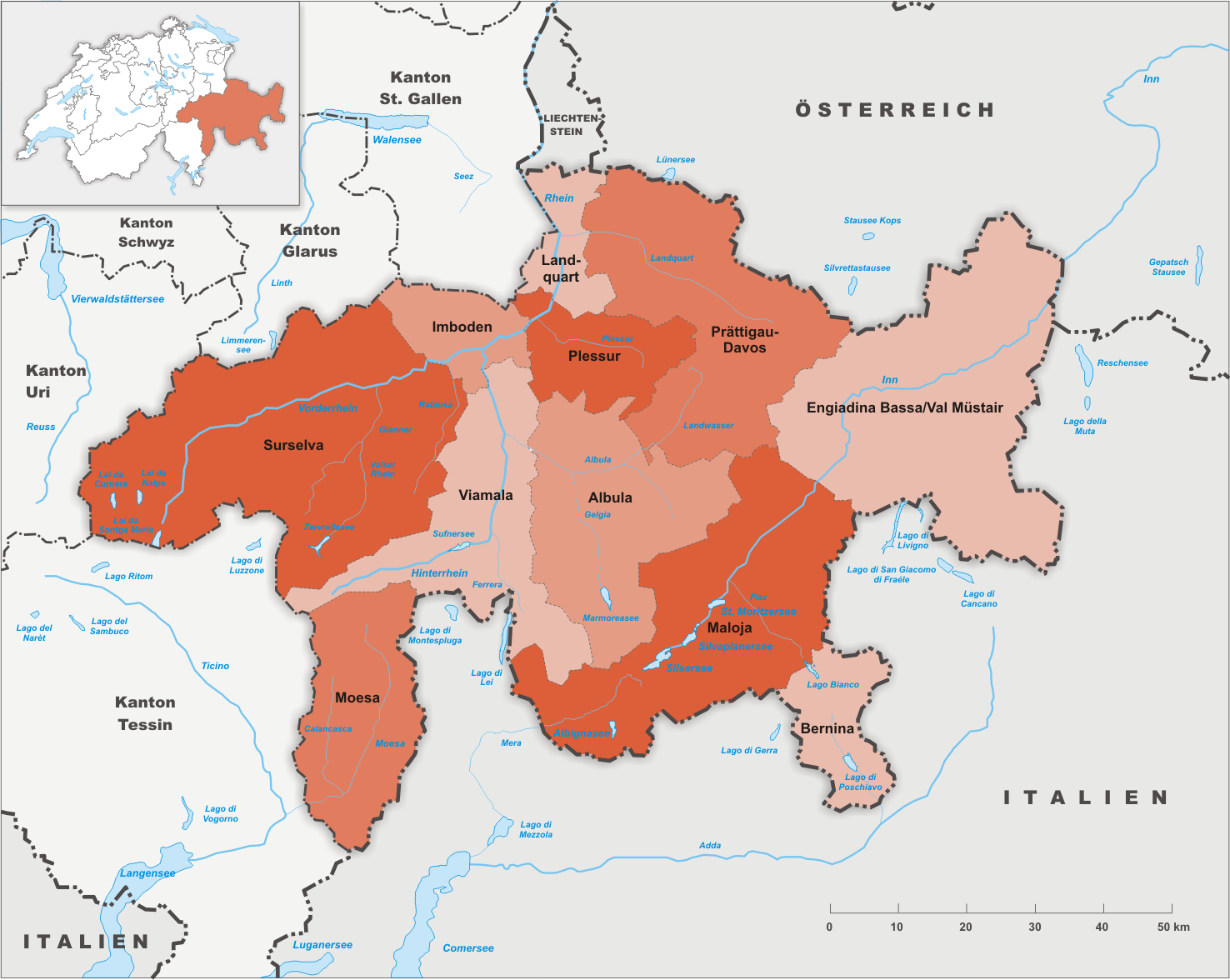
Mapa okresů kantonu Graubünden

Kanton Graubünden je od 1. ledna 2016 rozdělen do 11 okresů.
| Okres                       | Počet obyvatel (k 31.12.2020) | Rozloha v km² | Počet obcí | BFS-ID |
| --------------------------- | ----------------------------- | ------------- | ---------- | ------ |
| Albula                      | 8175                          | 683,51        | 6          | 1841   |
| Bernina                     | 4561                          | 237,31        | 2          | 1842   |
| Engiadina Bassa/Val Müstair | 9163                          | 1196,53       | 5          | 1843   |
| Imboden                     | 21 500                        | 203,80        | 7          | 1844   |
| Landquart                   | 25 463                        | 174,67        | 8          | 1845   |
| Maloja                      | 18 294                        | 973,57        | 12         | 1846   |
| Moesa                       | 8770                          | 496,06        | 12         | 1847   |
| Plessur                     | 42 822                        | 285,30        | 4          | 1848   |
| Prättigau/Davos             | 26 122                        | 853,40        | 11         | 1849   |
| Surselva                    | 21 318                        | 1373,56       | 16         | 1850   |
| Viamala                     | 13 908                        | 627,59        | 22         | 1851   |
| Celkem (11)                 | 200 096                       | 7105,30       | 101        |        |

Těchto 11 okresů je čistě správními orgány kantonu, a tudíž bez vnitřní autonomie. V roce 2016 nahradily předchozí okresy, kterých bylo také 11.
Toto trojí správní členění je třeba vnímat na pozadí historického vývoje, kdy politické obce ve své většině navazují na sousedské obce a okresy na soudní obce bývalého svobodného státu Tří lig, zatímco okresy jsou institucí, kterou teprve v 19. století zavedl moderní kanton Graubünden.

## Hospodářství a turismus

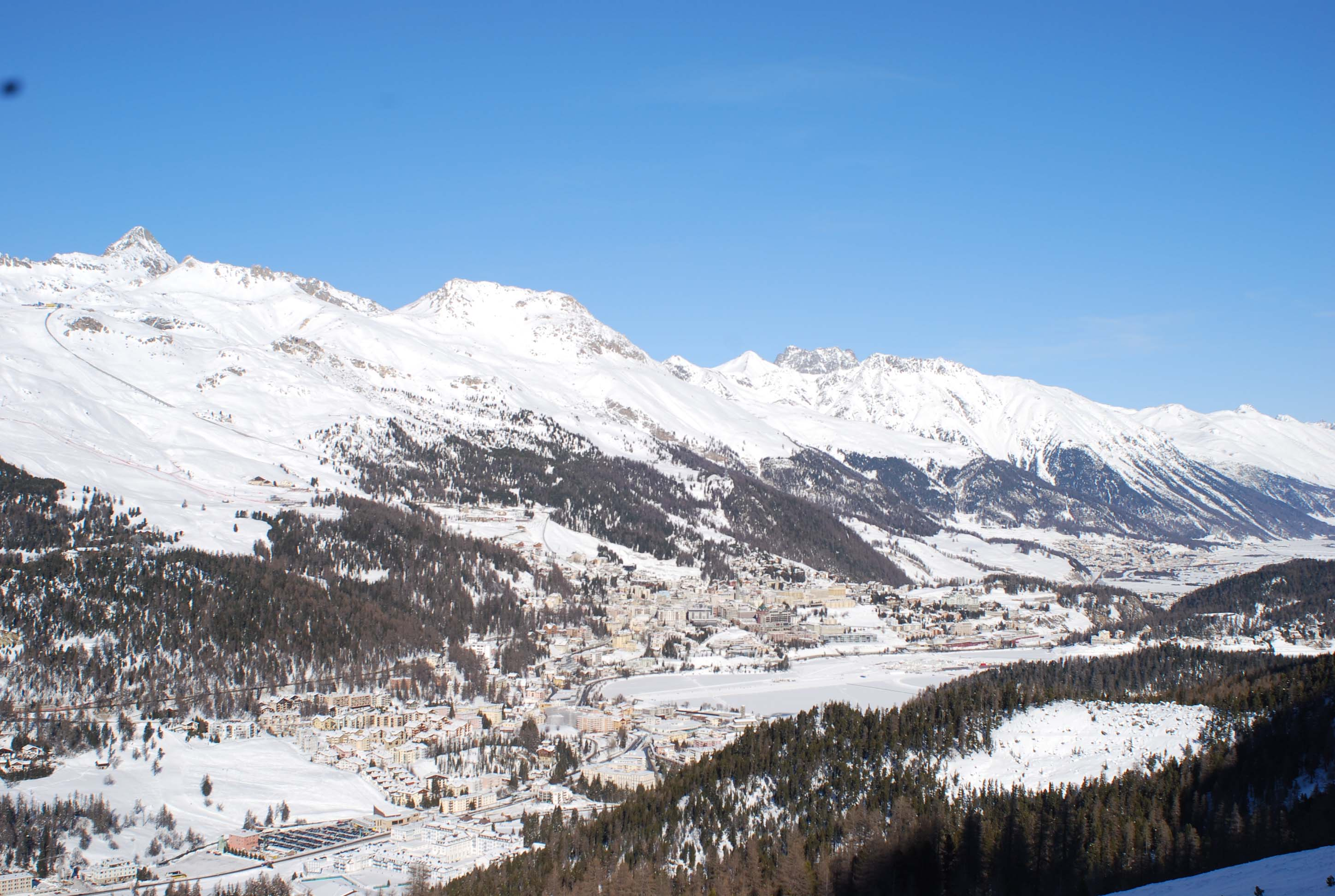
St. Moritz během zimní sezony

Horské zemědělství, které je nezbytné pro trvalé osídlení některých údolních komunit, přežívá díky produkci mnoha rozmanitých plodin, například z pěstování komerčního konopí, a také díky dotacím. Osm procent obyvatel pracuje v zemědělství a lesnictví, 50 procent farem je ekologických. V roce 2020 bylo 66,2 % zemědělské půdy kantonu obhospodařováno ekologicky 1305 zemědělskými podniky. Největšího růstu po přelomu tisíciletí dosáhl exportní průmysl, v průmyslu a obchodě pracovalo 24 % obyvatel. Nejdůležitějším odvětvím hospodářství je sektor služeb a zejména cestovní ruch, který se na hrubém domácím produktu Graubündenu podílí velmi vysokými 14 procenty. Turistika je, vedle subvencí ze strany spolkové vlády, významným zdrojem příjmů hospodářství kantonu.
Původně pouze letní cestovní ruch byl již v roce 1865 doplněn graubündenským vynálezem zimní turistiky, jejímiž průkopníky byly oblasti Horního Engadinu, Davos/Klosters, Arosa, Lenzerheide a Flims. Horskými středisky světového významu jsou zejména St. Moritz a Davos. Za zmínku stojí také lázeňská turistika v obcích a městech Vals, Scuol a Andeer a v Alvaneu. Graubünden je kanton s největší hustotou hradů a zámků a může se pochlubit kulturními památkami světové úrovně v podobě benediktinského kláštera svatého Jana v Müstairu, vesnice Soglio a kostela v Zillisu. Mezi památky UNESCO jsou od roku 2008 zařazeny také dvě tratě Rhétské dráhy (Albulská a Berninská dráha) a tektonická aréna Sardona je zapsána na seznamu světového přírodního dědictví. Od roku 1991 je Salginatobelský most (Salginatobelbrücke) na spojovací silnici ze Schiers do Schuders dosud jedinou švýcarskou světovou památkou; toto ocenění udělilo americké inženýrské sdružení ASCE.

## Kultura

### Gastronomie

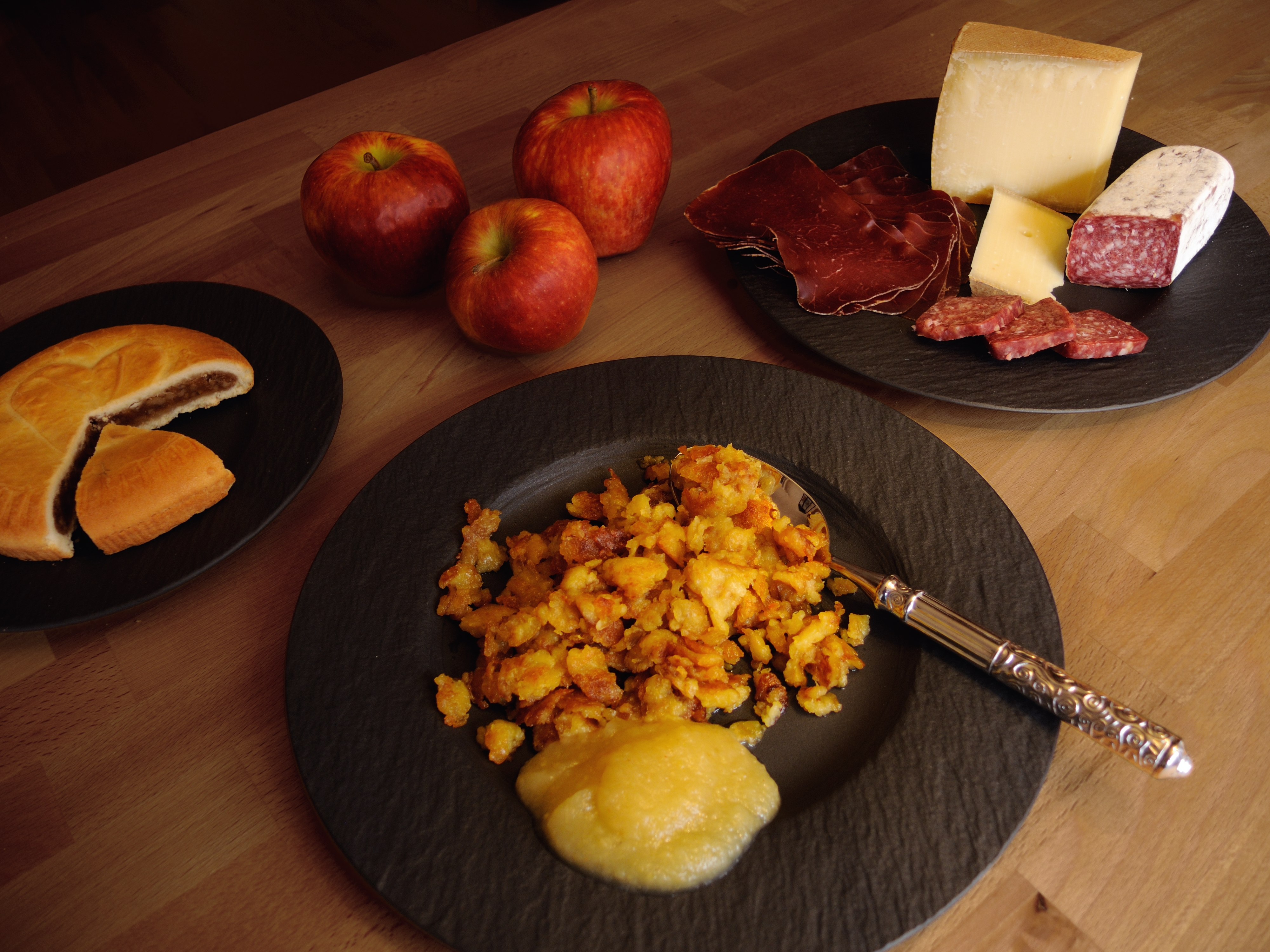
Tradiční speciality Graubündenu

Kanton Graubünden si vytvořil vlastní regionálně odlišnou kuchyni, která se liší od ostatních švýcarských regionálních kuchyní. Typickými regionálními produkty jsou na vzduchu sušené maso Bündnerfleisch a další sušené masné speciality, jako je Salsiz nebo Andutgel. Typickými pokrmy jsou capuns, plain in pigna, pizokel, maluns a hrstková polévka Bündner Gerstensuppe. Röteli je typický místní nápoj. Nejznámější vína pochází z oblasti Bündner Herrschaft (okolí obcí Maienfeld a Jenins), která je zároveň největší vinařskou oblastí kantonu.
V letech 1559 až 1610 vznikla na biskupském zámku v Churu kuchařka Ein schön Kochbuch 1559, která je považována za nejstarší švýcarskou kuchařku. Mezi známé dezerty kantonu Graubünden se řadí dort z křehkého těsta plněný karamelizovanými vlašskými ořechy Bündner Nusstorte (nazývaný též Engadiner Nusstorte) a dort z křehkého těsta, máslového krému a florentinské hmoty Engadiner Torte. Mezi speciality kantonu patří také hruškový chléb Birnbrot.

### Výtvarné umění
Významnými malíři, pocházejícími z kantonu Graubünden, jsou Jan Rudolf Bys, Angelica Kauffmanová a Alois Carigiet. V Churu se také narodil a vyrostl H. R. Giger, malíř a sochař, autor původního návrhu Vetřelce.

## Galerie

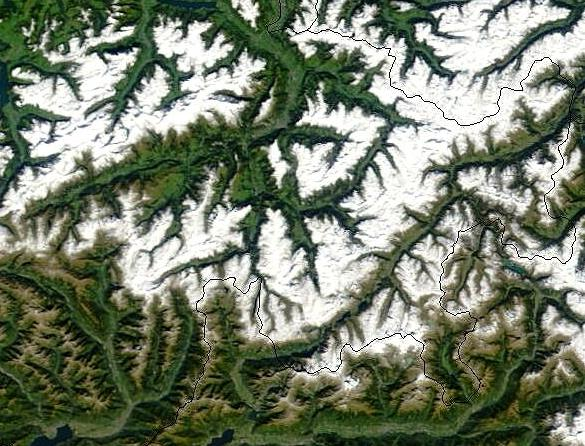
Topografie Graubündenu, satelitní pohled v září 2002
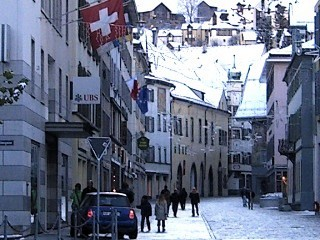
Chur, Poststrasse
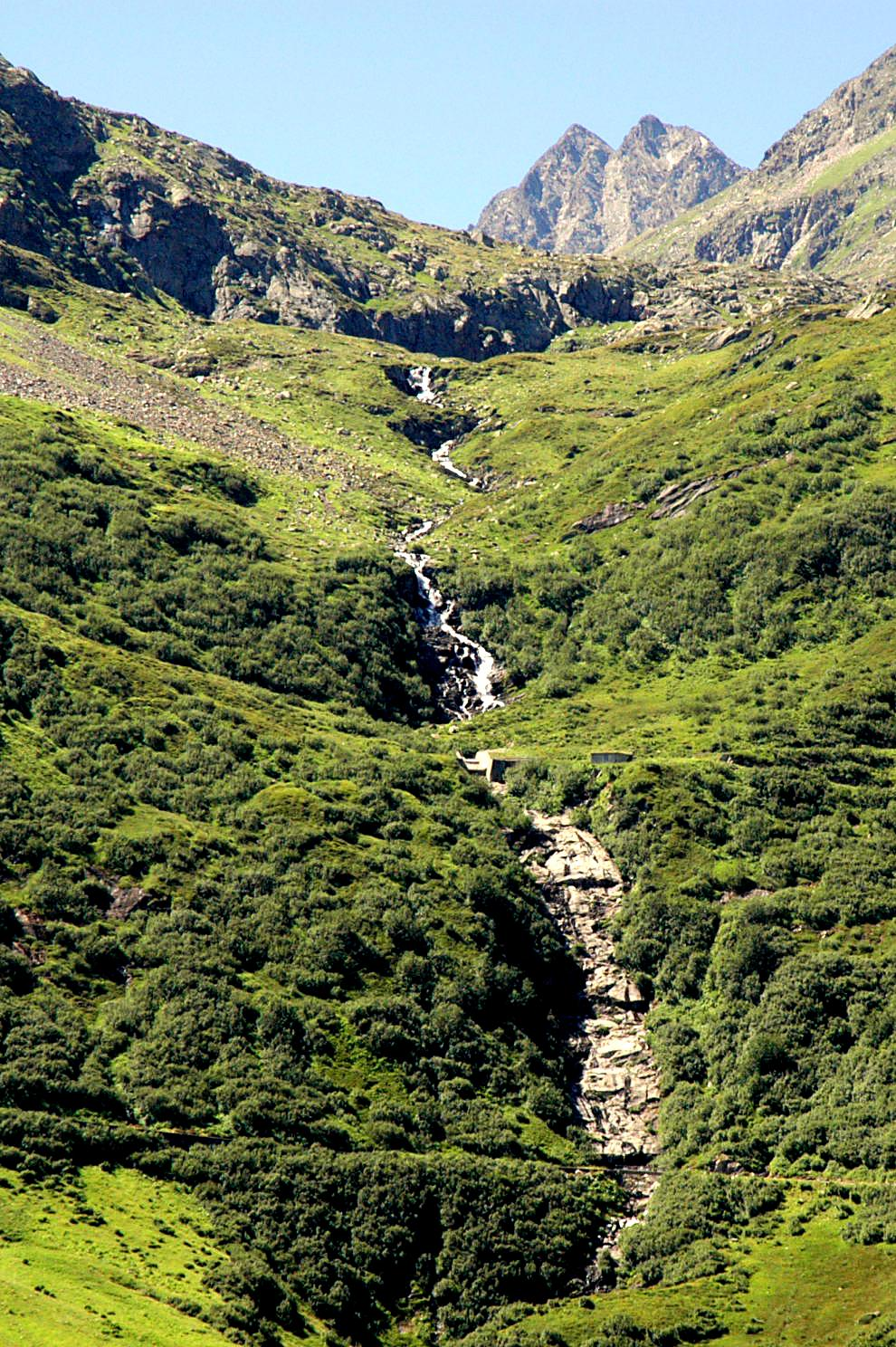
prameny Rýna, Vorderrhein
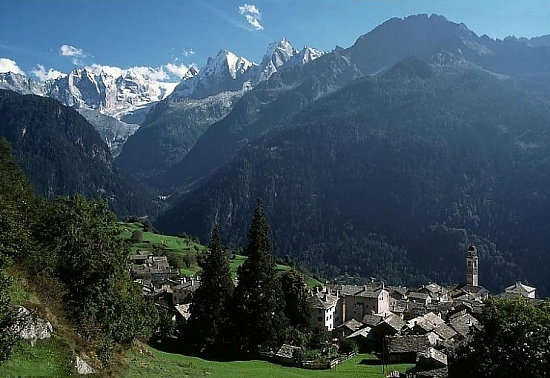
pohled z vrchu Diavolezza přes vesnici Bergell-Soglio, na vrcholy Sciora, Piz Cengalo, Piz Badile v pohoří Alp Bondasca
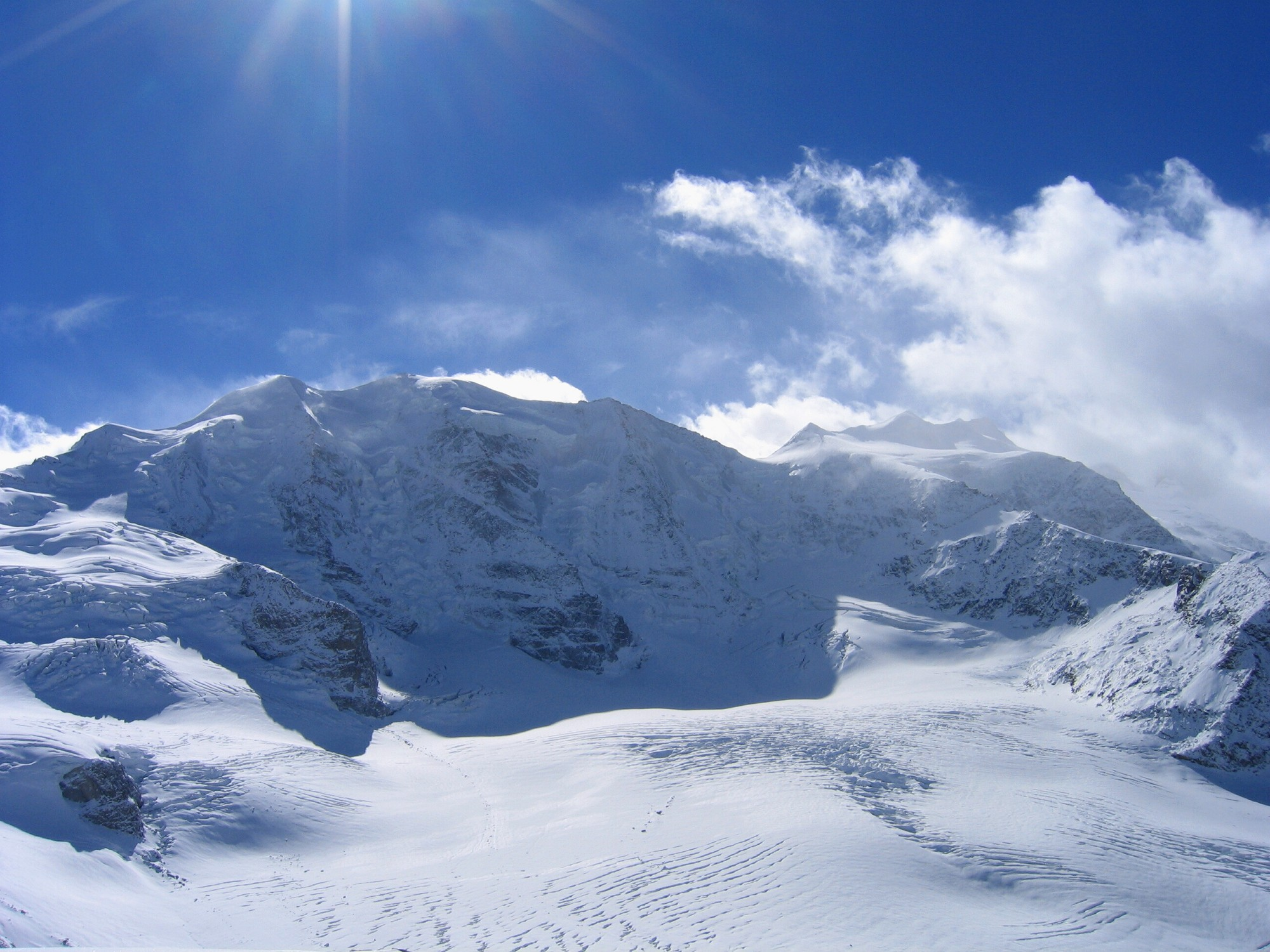
Piz Palü (velvo), Bellavista (vpravo), v popředí Persgletscher (ledovec)
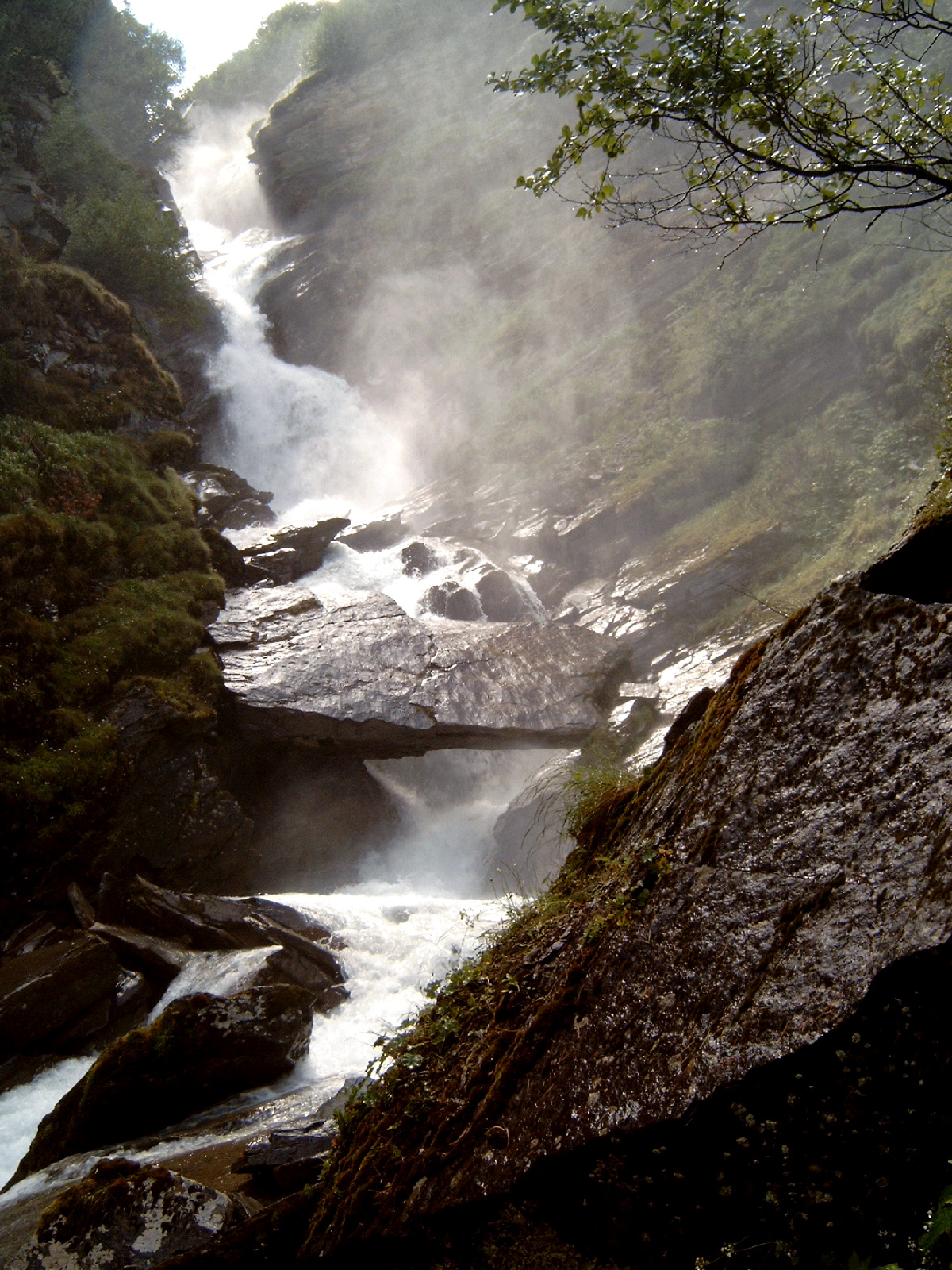
vodopád Ova Fedoz